# La Protesta
La Protesta es un periódico argentino divulgador del pensamiento anarquista clásico, que en su tiempo fue el más importante órgano periodístico del anarquismo argentino. Representó durante un tiempo una voz oficiosa de la Federación Obrera Regional Argentina (FORA), cuyo órgano La organización obrera aparecía con menos regularidad y luego pasó a manos de diferentes corrientes del movimiento anarquista de la Argentina. 
En las páginas de La Protesta Humana colaborarían plumas talentosas como las de Mariano Cortés, José Prat, Eduardo Gilimón, el doctor Emilio Arana, Pietro Gori, Antoni Pellicer i Paraire (Pellico), Juan Creaghe, Alberto Ghiraldo, Florencio Sánchez, José de Maturana, Elam Ravel, Francisco Berri (R.Osita), R.P Pretto, Garcia Balsas, Antonio Loredo, Federico Gutiérrez (Fag Libert), Diego Abad de Santillán, Emilio López Arango, Rodolfo González Pacheco y Ricardo Flores Magón (mexicano).

## Historia

### Inicio

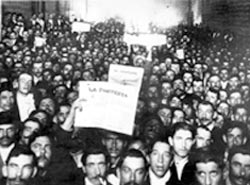
Manifestación obrera anarquista, donde se divisa un ejemplar de La Protesta

La Protesta Humana apareció el 13 de junio de 1897, fundada por un grupo de obreros militantes de diversos gremios y fue dirigido durante sus primeros cinco años por el obrero ebanista español Gregorio Inglán Lafarga, quien había escrito en El Perseguido y fundó el periódico La Revolución Social en 1896, y su primer administrador el panadero Francisco Berri. 
Una considerable contribución le cupo al periodista José Prat, anarquista llegado de España a la Argentina en 1897 a consecuencia del Proceso de Montjuic, en la época en que se iniciaba la publicación del periódico, y permaneció en el país un año. Durante este período escribió muchas veces y colaboró en su redacción. Al regresar a España, siguió enviando cartas y artículos. 
Debido a su influencia colaboraron también en La Protesta Humana otras plumas españolas, como Ricardo Mella y Anselmo Lorenzo. Otros colaboradores de la primera época fue Mariano Cortes ("ALTAIR") y Eduardo García Gilimón, que se iniciaba entonces, después de un breve paso por el socialismo.
En su primer año, La Protesta Humana abordaba muchos temas europeos y era activo en la edición de publicaciones y folletos, cuyo número igualaba al de las publicaciones de Barcelona. La mayor parte de los artículos eran copias y traducciones de la prensa anarquista europea. Un espacio notable se dedicaba a las reseñas del quehacer en el movimiento anarquista de España. 

### Influencia
Este periódico habría de desempeñar un notable papel en el desarrollo del anarquismo (en especial el anarcosindicalismo) en la Argentina, en el fortalecimiento de la línea "organizadora" y en el incremento de la participación directa en las actividades de los sindicatos obreros. En esos dos aspectos, el periódico habría de adoptar una posición clara. La misma se avendría con el desarrollo económico-cultural que se operaba en la Argentina en esos tiempos. El fortalecimiento del proletariado urbano se manifestó en los conflictos laborales y dio paso a la formación de sociedades de resistencia combativas.
En su primera época La Protesta Humana salió quincenalmente; luego osciló entre semanario y quincenario varios años hasta que el 1 de abril de 1904 se convierte en diario de la mañana. El periódico intervenía activamente en las luchas obreras de la época. Un anarquista catalán, de apellido Torrens Ros, que pasó parte de su vida encarcelado en España, fue deportado y el 24 de diciembre de 1897 llegó al puerto de Buenos Aires, con su compañera y un hijo pequeño. Las autoridades de inmigración permitieron entrar solo a sus familiares y expulsaron a Torrens Ros.
La Protesta Humana se enteró de la deportación y organizó una campaña. Finalmente se evitó la deportación y se logró traer de vuelta al exiliado (cabe recordar que en el pasado cercano, terroristas españoles parecen haber hallado asilo en la Argentina).
La atmósfera cómoda que reinaba en la Argentina hasta 1900 - que posibilitara la libertad de acción, de organización y expresión a los anarquistas -, contribuyó también la posición principista negativa que asumió La Protesta Humana contra el terrorismo individualista. Una expresión al respecto fue el notable lugar asignado a los artículos del anarquista español R. Mella.

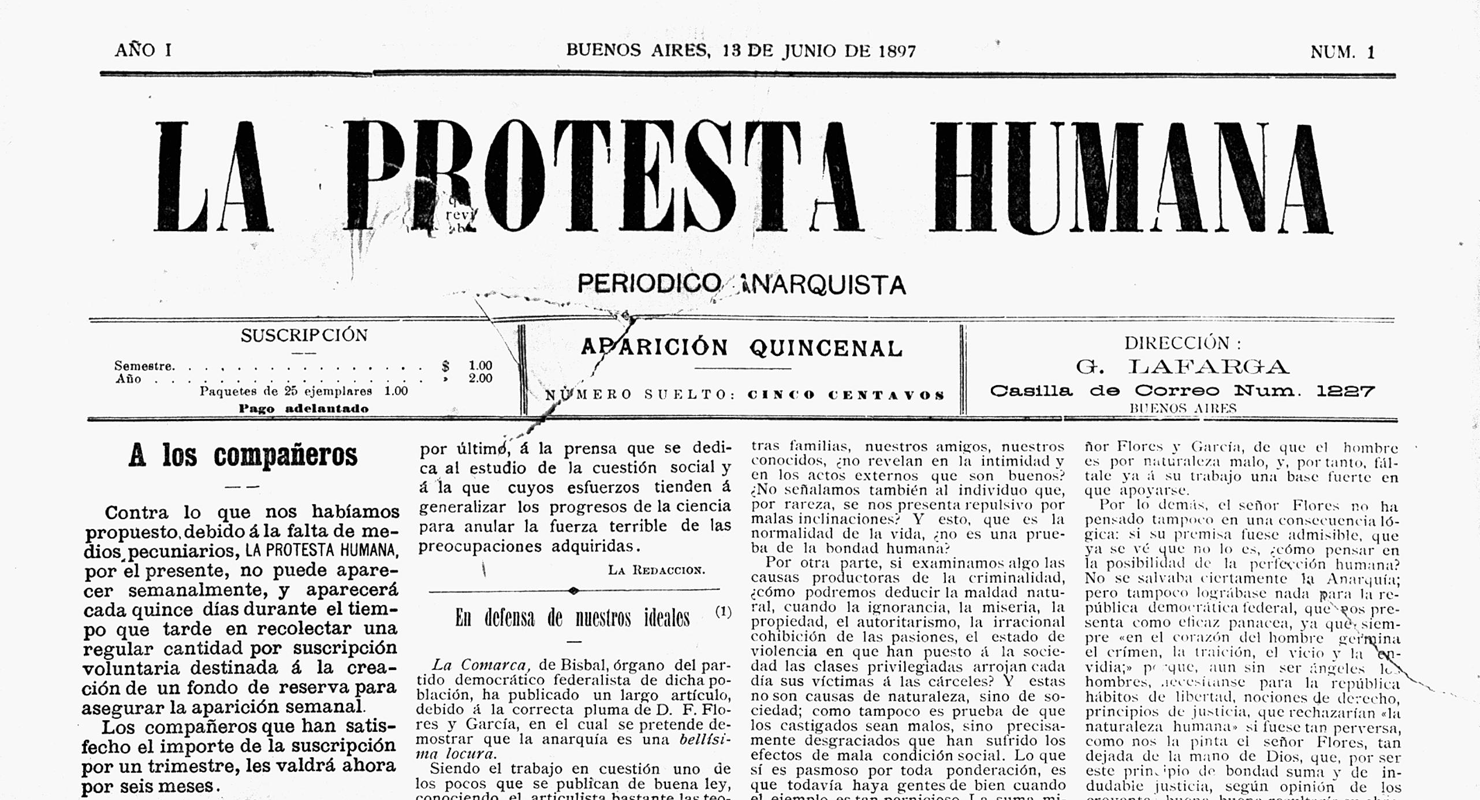
Tapa del N.º 1 de La Protesta Humana

A partir de noviembre de 1900 se publicó en La Protesta Humana una serie de artículos sobre el tema de "Organización Obrera", firmados por Antonio Pellicer Paraire (PELLICO) considerados el mayor aporte teórico de un español al anarquismo.
En 1902, con la aparición de la Ley de Residencia y sus dramáticas consecuencias de persecución para el movimiento libertario y la asfixiante presión policial sobre los locales anarquistas, se produce el alejamiento de muchos militantes extranjeros, esto perjudica seriamente a varias plumas de La Protesta Humana.
A las persecuciones se agregan las dificultades económicas propias de este tipo de empresa editorial de gran precariedad material, que viven generalmente gracias a la suscripción de sus militantes. 
En agosto de 1903 se lanza una campaña para ampliar la circulación, bajando el precio del ejemplar primero a 5 y luego a 2 centavos invitando "a los compañeros a venderlo en los barrios". El segundo paso en la estrategia de divulgación es la simplificación del nombre del diario, probablemente para hacer más fácil su voceo callejero y como una manera de imitar su principal competidor en el campo de las lectoras contestatarias, el periódico socialista La Vanguardia. Así La Protesta Humana pasó a ser llamado La Protesta. En marzo de 1904 se instala la redacción y una imprenta propia en la calle Córdoba 359. El 1 de abril de 1904 fue transformado en diario y llegó al tiraje, máximo en su historia, de 100 mil ejemplares. 
En agosto asume la dirección el escritor y abogado Alberto Ghiraldo. En octubre de ese mismo año se anexó como suplemento cultural de frecuencia semanal la primera revista Martín Fierro, también dirigida por Ghiraldo.
Hacia febrero de 1905 los talleres de La Protesta son cerrados temporalmente debido al estado de sitio que siguió a la Revolución radical de 1905. A partir de 1908 publica un suplemento especial con material literario y político-ideológico elegido. El alto nivel intelectual del suplemento lo destaca especialmente en esta valoración de los distintos órganos culturales de difusión popular. Ese mismo año La Protesta es nuevamente asaltada, incendiada y clausurada temporalmente. En 1910, La Protesta está llegando a su punto culminante, convirtiéndose en el único diario anarquista en el mundo que edita a la vez un vespertino: La Batalla. Una vez más sus talleres son allanados y la publicación es clausurada. En 1913 Se reinicia la publicación. En 1919 tiene una tirada de 15000 ejemplares. Durante la década siguiente participó de álgidos debates en el seno del movimiento anarquista tomando partido por la tendencia organizadora, específica y antiterrorista, en detrimento de la anti-organizadora, no-especifista liderada por el grupo de anarquistas en torno al periódico La Antorcha.
Aunque ha sufrido diversas interrupciones debido al declive de la influencia del anarquismo en el movimiento obrero argentino La Protesta sigue siendo publicada hasta la actualidad.

## Periódicos homónimos
- En 1930 se fundó la Confederación Obrera Regional Boliviana, alentada por la FORA argentina, pero duró apenas dos años; editaban su órgano oficial, La Protesta.
- En España hubo muchos periódicos homónimos, ninguno de ellos tuvo gran repercusión. Algunos ejemplos: Algeciras (1899-1901) y (1932-1936); Barcelona (1912) y (1994); Bilbao (1987-1989); Ferrol (1920-1921); Igualada (1919-1920); La Línea (1899-1902); Madrid (1901), (1923) y (1935-1936).
- Entre 1911 y 1926 se editó La Protesta en Perú, fundada por Abraham Guerrero y Delfín Lévano. Varias décadas después se reeditó, pero apenas salió al público por dos años.